# Stoß (Mengeneinheit)
Der Stoß war eine Mengeneinheit in der Spielkartenherstellung in Deutschland.
- 1 Stoß = 25 Blatt (Leimblätter)
- 12 Stoß = 1 Pack = 300 Blätter

Andere Zählweise:
- 1 Pack = 10 Kartenspiele = 12 Stoß = 300 Blätter